# سيليست مارشال
سيليست مارشال (بالإنجليزية: Celeste Marshall)‏ هي عارضة باهاماسية، ولدت في 1993 في ناساو في باهاماس.